# Las Giraldas (Huimanguillo)
Las Giraldas es una localidad del municipio de Huimanguillo ubicado en la subregión de la Chontalpa del estado mexicano de Tabasco.

## Geografía
La localidad de Las Giraldas se sitúa en las coordenadas geográficas 17°41′18″N 93°22′47″O / 17.688333, -93.379722, a una elevación de 29 metros sobre el nivel del mar.

## Demografía
Según el Conteo de Población y Vivienda 2020, efectuado por el Instituto Nacional de Estadística y Geografía, la localidad de Las Giraldas tiene 16 habitantes, de los cuales 9 son del sexo masculino y 7 del sexo femenino. Su tasa de fecundidad es de 2.2 hijos por mujer y tiene 7 viviendas particulares habitadas.
| Gráfica de evolución demográfica de Las Giraldas entre 1990 y 2020 |
|                                                                    |
| INEGI.                                                             |